# Saint-Cirq-Souillaguet
Saint-Cirq-Souillaguet är en kommun i departementet Lot i regionen Occitanien i södra Frankrike. Kommunen ligger i kantonen Gourdon som tillhör arrondissementet Gourdon. År 2022 hade Saint-Cirq-Souillaguet 172 invånare.

## Befolkningsutveckling
Antalet invånare i kommunen Saint-Cirq-Souillaguet
| Referens: INSEE |